# Jean-Marc Michaud
Pour les articles homonymes, voir Michaud.
Jean-Marc Michaud, né le 4 octobre 1923 à Edmundston et mort le 26 août 2008 dans la même ville, est un avocat et un homme politique canadien.

## Biographie
Jean-Marc Michaud est né le 4 octobre 1923 à Edmundston, au Nouveau-Brunswick. Son père est l'avocat, notaire et homme politique Joseph-Enoïl Michaud et sa mère est Nelida Ringuette. Il a huit frères et sœurs. Il étudie à l'école publique d'Edmundston, à l'Académie de Saint-Basile et au Collège St-Alexandre Timbour. Il obtient ensuite un baccalauréat en arts à l'Université d'Ottawa en 1946, et un baccalauréat en à l'Université du Nouveau-Brunswick en 1949. Il épouse Lucille Massey le 29 novembre 1951 et le couple a trois enfants.
Il est député de Madawaska à l'Assemblée législative du Nouveau-Brunswick de 1960 à 1963 en tant que libéral.
Il est membre du Club Lions.